# Millicent Simmonds
Millie Simmonds, all'anagrafe Millicent Simmonds (Bountiful, 1º marzo 2003), è un'attrice statunitense, nota per le sue interpretazioni nei film La stanza delle meraviglie e A Quiet Place - Un posto tranquillo, per i quali ha ricevuto diverse candidature a vari premi come miglior giovane interprete; in ambito televisivo ha recitato nelle serie Andi Mack e This Close.

## Biografia

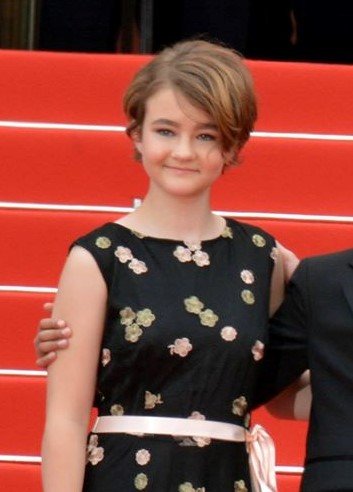
Simmonds al Festival di Cannes 2017

Sorda dall'età di un anno, dopo aver esordito con alcuni ruoli teatrali presso lo Utah Shakespeare Festival, fa il suo esordio cinematografico nel film La stanza delle meraviglie nel 2017, a soli 12 anni. Per tale ruolo ottiene delle canditure a vari premi, tra cui i Critics' Choice Awards, Saturn Awards e i Florida Film Critics Circle's Awards. In seguito al fortunato debutto ottiene il ruolo di Regan Abbott in A Quiet Place - Un posto tranquillo: il film si rivela un successo di pubblico e critica e ciò dà la possibilità a Simmonds di tornare a interpretare il ruolo nel sequel A Quiet Place II. Contemporaneamente inizia a lavorare anche in televisione, apparendo nelle serie TV Andi Mack e This Close. Nel 2021 viene annunciata la sua partecipazione a una serie televisiva tratta dal romanzo True Biz di Sara Novic. Nel 2022 l'attrice gira il film Helen & Teacher, in cui interpreta il ruolo di Helen Keller.

## Attivismo
Nel 2020, durante la pandemia di COVID-19, ha preso parte a un progetto volto alla creazione di mascherine che includessero un pannello trasparente così da consentire alle persone sorde di leggere il labiale. Sempre nel 2020 la rivista Seventeen l'ha inserita fra i 15 adolescenti che si sono maggiormente distinti nell'ambito dell'attivismo.

## Filmografia

### Cinema
- Color the World, regia di Juliette Hansen - cortometraggio (2015)
- La stanza delle meraviglie (Wonderstruck), regia di Todd Haynes (2017)
- A Quiet Place - Un posto tranquillo (A Quiet Place), regia di John Krasinski (2018)
- A Quiet Place II (A Quiet Place: Part II), regia di John Krasinski (2020)

### Televisione
- Andi Mack - serie TV, episodi 3x07-3x10 (2018-2019)
- This Close - serie TV, episodi 2x02 (2019)
- Close Up, regia di Alex Kalymnios - film TV (2020)

## Riconoscimenti
- Critics' Choice Awards
  - 2017 – Candidatura come Miglior giovane interprete per La stanza delle meraviglie[2]
  - 2018 – Candidatura come Miglior giovane interprete per A Quiet Place[9]
- Florida Film Critics Circle Awards
  - 2017 – Candidatura coma Pauline Kael Breakout Award per La stanza delle meraviglie[3]
- Los Angeles Online Film Critics Society Award
  - 2018 – Candidatura come Best Performance by an Actress 23 and Under per A Quiet Place[10]
- Saturn Award
  - 2017 – Candidatura coma Miglior attrice emergente per La stanza delle meraviglie[4]
- Seattle Film Critics Society Awards
  - 2017 – Candidatura coma Best Youth Performance per La stanza delle meraviglie[11]
  - 2018 – Candidatura come Best Youth Performance per A Quiet Place[12]
- Washington D.C. Area Film Critics Association Award
  - 2017 – Candidatura coma Best Youth Performance per La stanza delle meraviglie[13]
  - 2018 – Candidatura come Best Youth Performance per A Quiet Place[14]
- Women Film Critics Circle Award
  - 2017 – Candidatura coma Best Young Actress per La stanza delle meraviglie[15]

## Doppiatrici italiane
Nelle versioni in italiano dei suoi film, Millicent Simmonds è stata doppiata da:
- Lucrezia Roma in A Quiet Place II